# Dunkle Kängurumaus
Die Dunkle Kängurumaus (Microdipodops megacephalus) ist eine von zwei Arten der Gattung der Kängurumäuse aus der Familie der Taschenmäuse (Heteromyidae). Sie ist im Südwesten der USA verbreitet.

## Merkmale
Die Dunkle Kängurumaus erreicht eine Gesamtlänge von 14,0 bis 17,7 cm mit einem 6,8 bis 10,3 cm langen Schwanz. Sie wiegt dabei 10,0 bis 16,9 Gramm. Die Oberseite ist schwarzbraun, braun oder grau gefärbt, die Haare der Unterseite sind an der Basis dunkel und an ihrer Spitze weiß. Die Füße sind vergrößert und besitzen borstenartige Haare, die seitlich abstehen und so die Fläche vergrößern, die auf den Sand aufsetzt. Die Hinterbeine sind mit 23 bis 27 Millimeter Länge vergrößert und geben den Antrieb zum Springen, während die kurzen Vorderbeine den Boden selten berühren. Der Schwanz dient beim Springen mit den Hinterbeinen zum Halten des Gleichgewichts.
Von der Blassen Kängurumaus (Microdipodops pallidus) unterscheidet sich diese Art durch die dunklere Rückenfarbe, das Bauchfell, welches bei M. pallidus vollständig weiß ist, sowie die etwas kürzeren Hinterbeine.

## Verbreitung und Lebensraum
Die Dunkle Kängurumaus kommt in den westlichen Bundesstaaten der USA vor. Das Verbreitungsgebiet reicht vom Südosten Oregons und Kaliforniens über Nevada bis in den Südwesten Idahos und das westliche Utah.
Sie lebt in trockenen Gegenden mit steinigem oder sandigem Grund und Strauchvegetation aus Atriplex confertifolia oder Artemisia tridentata.

## Lebensweise
Kängurumäuse sind nachtaktive Einzelgänger und leben tagsüber in ihren unterirdischen Bauen. Die Hauptaktivitätszeit liegt im März bis Oktober. Sie ernähren sich hauptsächlich von Samen, fressen aber auch Insekten. Trinken müssen sie nicht, da sie ihren Flüssigkeitsbedarf allein aus der Nahrung decken. Wahrscheinlich lagern sie zudem Nahrung in ihre Baue ein.
Die Jungtiere kommen zwischen Mai und Juni zur Welt, wobei die Würfe zwei bis neun Jungtiere umfassen. Als Fressfeinde kommen vor allem Eulen, Füchse und Dachse in Frage.

## Belege
1. 1 2 3  
Michael J. O'Farrell, Andrew R. Blaustein: Microdipodops megacephalus. In: Mammalian Species. Nr. 46, 1974, S. 1–3 (Volltext [PDF; 300 kB]).
2. 1 2 3  
Microdipodops megacephalus in der Roten Liste gefährdeter Arten der IUCN 2011. Eingestellt von: A.V. Linzey & NatureServe (G. Hammerson), 2008. Abgerufen am 28. Dezember 2011.